# Поклонение пастухов (картина Йорданса)
«Поклонение пастухов» — картина фламандского художника Якоба Йорданса, написанная около 1615 года по сюжету, описанному в Евангелии от Луки (Лк. 2: 15-20). Одно из самых ранних произведений мастера. В 2010 году полотно приобрёл князь Ханс-Адам II для Княжеского собрания Лихтенштейнов.

## Сюжет
За основу сюжета взята сцена, описанная в Евангелии от Луки:

В той стране были на поле пастухи, которые содержали ночную стражу у стада своего. Вдруг предстал им Ангел Господень, и слава Господня осияла их; и убоялись страхом великим. И сказал им Ангел: не бойтесь; я возвещаю вам великую радость, которая будет всем людям: ибо ныне родился вам в городе Давидовом Спаситель, Который есть Христос Господь; и вот вам знак: вы найдёте Младенца в пеленах, лежащего в яслях…

 Когда Ангелы отошли от них на небо, пастухи сказали друг другу: пойдём в Вифлеем и посмотрим, что там случилось, о чём возвестил на Господь. И, поспешив, пришли и нашли Марию и Иосифа, и Младенца, лежащего в яслях. Увидев же, рассказали о том, что было возвещено им о Младенце Сём. И все слышавшие дивились тому, что рассказывали им пастухи. А Мария сохраняла все слова сии, слагая в сердце Своём
— Лк. 2:8-20
Поклонение пастухов — популярный сюжет у многих художников эпохи Возрождения. К этому сюжету обращались Рубенс, Корреджо, Эль Греко, Геррит ван Хонтхорст, Ридольфо Гирландайо и другие художники.
Сам Якоб Йорданс также не раз обращался к теме «Поклонения пастухов». Работы мастера на эту тему хранятся в Национальной галерее в Лондоне, в Национальном музее Стокгольма, в Городском музее Палаццо Кьерикати в Виченце, в Метрополитен-музее Нью-Йорка, в Королевской галерее Маурицхёйс в Гааге и в других музеях.

## Описание
Картина написана около 1615 года на холсте, размером 98 х 112 см. Помимо Иисуса, Марии и Иосифа на холсте изображены трое пастухов, пришедшие поклониться Младенцу, а также пожилая пара и молодой человек, пристально смотрящий на зрителя. Художник использовал несколько источников света: свечение, исходящее от пелёнок Младенца, от свечи в руках у одного из пастухов и естественный свет, пробивающийся через арку на заднем плане. Искусствовед Александра Ханцль отмечает: «Разные источники света создают экспрессивные контрасты светотени, что указывает на сильное влияние караваджизма».
В 2015 году почтовой службой Лихтенштейна была выпущена марка с этой картиной, достоинством в 1 швейцарский франк.

## Происхождение
Имя заказчика картины неизвестно. В 2003 году «Поклонение пастухов» было выставлено на продажу аукционным домом «Nice-Encheres» в Ницце с атрибуцией «произведение неизвестного художника». Картину приобрёл французский антиквар Жак Леегенхук. Затем полотно находилось в частной коллекции в США, а в 2010 году его приобрёл князь Ханс-Адам II для Княжеского собрания Лихтенштейнов. После атрибуции в пользу Йорданса картина является одним из самых ранних произведений художника.

## Выставки
- 2013—2014 — «Рубенс, Ван Дейк и фламандская школа живописи: шедевры из коллекции князя Лиштенштейнского». Пекин, Национальный музей Китая
- 2014 — «Рубенс, Ван Дейк и фламандская школа живописи: шедевры из коллекции князя Лиштенштейнского». Шанхай, China Art Museum
- 2014 — «Рубенс, Ван Дейк, Йорданс… Шедевры фламандской живописи из коллекций князя Лихтенштейнского». Москва, Государственный музей изобразительного искусства им. А. С. Пушкина[4]